# Cycas curranii
Cycas curranii (J.Schust.) K.D.Hill, 1995 è una pianta appartenente alla famiglia delle Cycadaceae, endemica delle Filippine.

## Descrizione
È una cicade con fusto eretto, alto sino a 11 m e con un diametro di 30-60 cm.
Le foglie, pennate, lunghe 1,8-2,5 m, sono disposte a corona all'apice del fusto e sono rette da un picciolo spinoso, lungo circa 50 cm; ogni foglia è composta da numerose paia di foglioline lanceolate, con margine intero o lievemente ondulato, lunghe mediamente 26-28 cm.
È una specie dioica, con esemplari maschili che presentano microsporofilli disposti a formare strobili terminali solitari, di colore giallo-verdognolo ed esemplari femminili con macrosporofilli disposti nella parte sommitale del fusto, con l'aspetto di foglie pennate, dal margine spinoso, ognuno dei quali racchiude da 2 a 4 ovuli.
I semi sono grossolanamente ovoidali, lunghi 40-48 mm, ricoperti da un tegumento di colore arancio.

## Distribuzione e habitat
La specie è nota per due distinte popolazioni presenti sulle isole di Palawan e Mindoro (Filippine)

## Conservazione
La IUCN Red List classifica C. curranii come specie in pericolo critico di estinzione (Critically Endangered).

La specie è inserita nella Appendice II della Convention on International Trade of Endangered Species (CITES)